# Wielka Synagoga w Łucku
Wielka Synagoga w Łucku – renesansowa synagoga z wieżą obronną, mieszcząca się przy ulicy Danyły Halickiego 33 w Łucku. Zbudowana w latach 20. XVII wieku w centrum kwartalu żydowskiego. Długi czas odgrywała rolę religijnego, oświatowego i społecznego centrum dla Żydów Łucka. Ponadto obiekt odgrywał ważną rolę w systemie obrony miasta. Świątynia była częściowo zniszczona w 1942 roku oraz w późniejszym okresie. W latach 70. budynek częściowo odnowiono. Obecnie mieści się tu szkoła sportowa.

## Historia
Pierwsze wzmianki dotyczące gminy żydowskiej w Łucku pochodzą z 1388 roku, kiedy wielki książę litewski Witold Kiejstutowicz nadał przywilej wszystkim Żydom księstwa. Ludność żydowska zajmowała się zbiorem podatków, handlem, wyrobem piwa, rzemiosłem. Badacze wysuwają hipotezę, że już z drugiej połowy XVI wieku w mieście była synagoga murowana, która podczas najazdu tatarskiego spłonęła w roku 1617. Być może z czasem na jej ruinach została zbudowana nowa. Po najeździe Tatarów na Łuck w 1617 roku synagoga oraz dzielnica żydowska uległy znacznym zniszczeniom, wymagającym odbudowy.
W 1626 roku król Zygmunt III Waza w miejscu dawnej synagogi i szkoły zezwolił Żydom Łucka na budowę nowych budynków. Pracom sprzeciwiali się  dominikanie, których klasztor znajdował się w sąsiedniej dzielnicy łacińskiej. Zakonnicy argumentowali, że synagoga może być wyższa od kościoła, co zaburzy kompozycyjną strukturę południowej części miasta. W 1628 roku król wydał nowy przywilej, który potwierdzał poprzedni. Sprawa skończyła się w sądzie królewskim zwycięstwem wspólnoty żydowskiej. Sąd postanowił, że wysokość synagogi nie ma wpływu na klasztor.
Główne pomieszczenie stanowiła prostokątna sala modlitewna utrzymana w stylu włoskiego renesansu, grubość murów wynosiła 1,5 m. Nad salą modlitw znajdowały się dwie nadbudowy: dla kobiet oraz szkoła. W południowym rogu sali modlitewnej wybudowano wieżę obronną ze strzelnicami, zgodnie z wymogami króla. Wieża dochodziła do jednego z obronnych wałów ówczesnego Łucka, wewnątrz wieży znajdowała się zbrojownia. W pierwszych latach działalności nowej synagogi została otwarta jesziwa. Bożnica pełniła rolę obronną, urbanistyczną i religijno-oświatową.

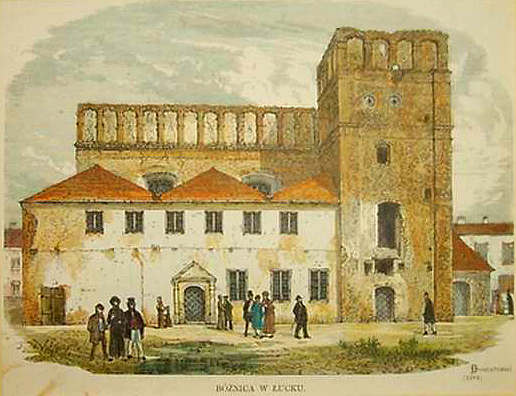
Synagoga w 1860 r.

W 1869 roku synagoga ucierpiała na skutek pożaru. Po 15 latach rozpoczęto odbudowę i do 1886 roku ukończono prace restauracyjne. W drugiej połowie XIX wieku w wyniku zmian prawnych i przemian ekonomicznych sposób życia społeczności żydowskiej uległ zmianie. Pojawiły się nowe miasteczka z własnymi synagogami. Na skutek ówczesnych tendencji wspólnota żydowska uległa rozproszeniu. W centrum dzielnicy żydowskiej zwanym „Żydowszczyną”, skupionym wokół dawnej synagogi, mieszkała biedota żydowska. Była to zwarta drewniana zabudowa, bez wygód. Wskutek tego główna synagoga przestała być centrum żydowskiego życia miasta. W okresie I wojny światowej synagoga została uszkodzona podczas działań wojennych. W 1936 roku przy wsparciu finansowym urzędu wojewódzkiego odbył się remont budowli.
Od 1942 roku miasto było okupowane przez wojska niemieckie. Na terytorium miasta utworzono trzy żydowskie getta. Ludność żydowska była poddana represjom, domy i budynki użyteczności publicznej zniszczono. W sierpniu i wrześniu 1942 roku blisko 17 000 więźniów getta zostało rozstrzelanych. Podłożono wówczas materiał wybuchowy pod główną do synagogą. W latach 1976–1977 bożnicę częściowo odrestaurowano.

## Pamięć

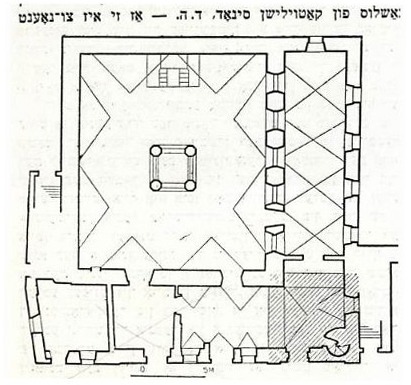
Plan

Pamięć o Wielkiej Synagodze w Łucku pielęgnują zagraniczni badacze i muzealnicy. W muzeum diaspory żydowskiej Beit-Hatfusot na uniwersytecie w Tel Awiwie prezentowana jest makieta synagogi, stan z drugiej połowy XIX wieku. Na makiecie odzwierciedlono elementy, które później zostały zniszczone. W Centrum Sztuki Żydowskiej przy Uniwersytecie Hebrajskim w Jerozolimie znajduje się elektroniczny model-3D, na którym pokazano synagogę wewnątrz i zewnątrz. W maju 1995 roku na ścianie byłej synagogi umieszczono pomnik poległym Żydom Łucka, są tam dostępne informacje o historii budowli.

## Architektura
Dawna synagoga to prostokątna budowla z dobudowaną, konstrukcyjnie połączoną wieżą. Jest to budynek w stylu renesansowym. Typowe dla tego stylu są: racjonalna przejrzystość, lakoniczność form, dyskrecja dekoracji. Na zewnątrz nie widać elementów, które jednoznacznie wskazują na religijny charakter budowy. Wiąże się to z faktem, że dawniej bożnice pełniły funkcję społeczną, miało to odbicie w stylistyce. Bożnica została podzielona na cztery części ze sklepienie nietypowym sklepieniem. Po remoncie w latach siedemdziesiątych budynek pokryto płaskim dachem. Pod synagogą znajdują się nieprzebadane dotąd podziemia.

## Galeria

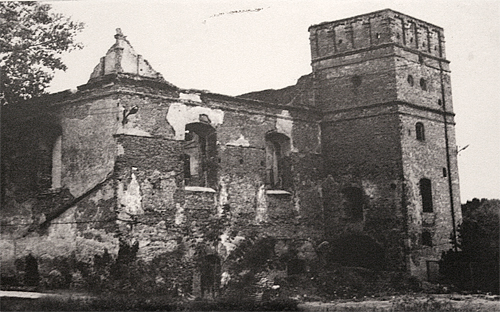
Synagoga zniszczona podczas II wojny światowej
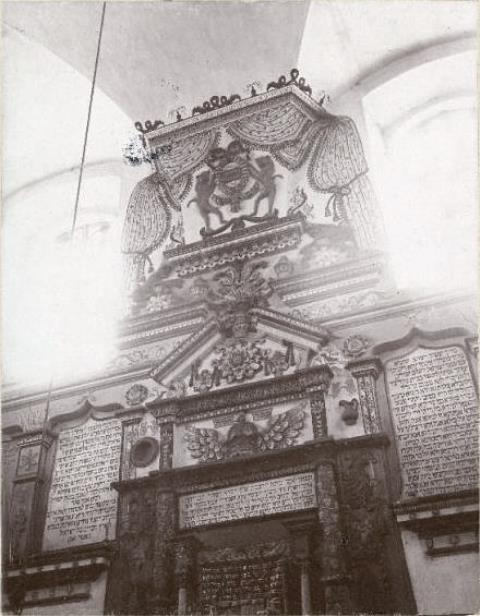
Aron ha-kodesz
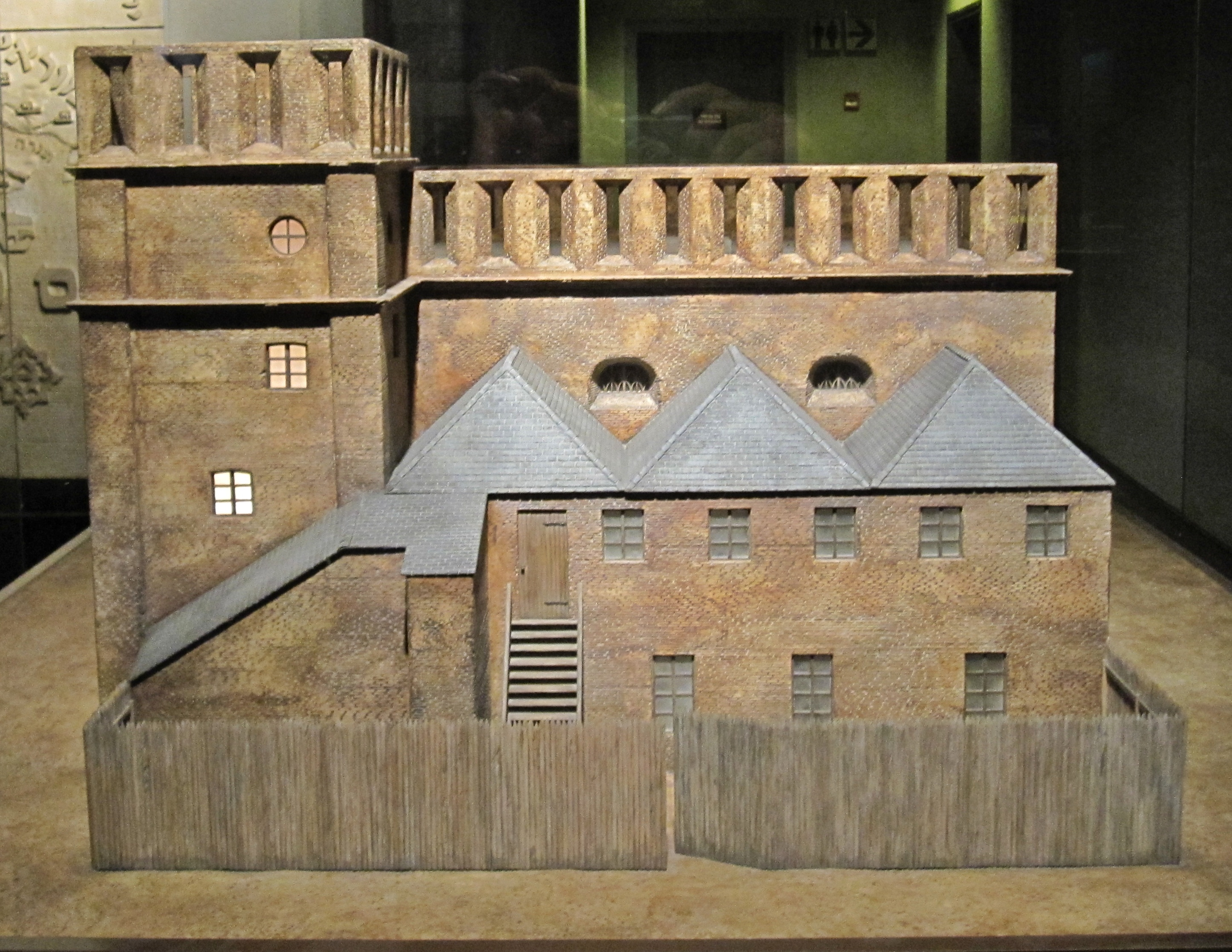
Makieta synagogi w uniwersytecie w Tel Awiwie
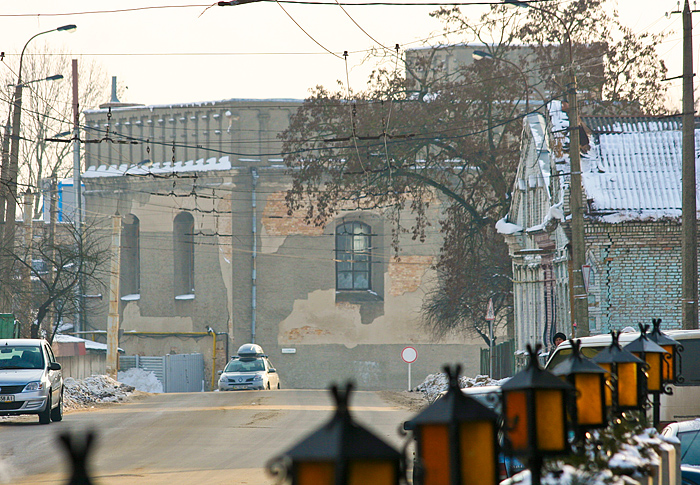
Synagoga przy ul. Daniela Halickiego (widok współczesny)